# Estátua da Liberdade (Mitilene)

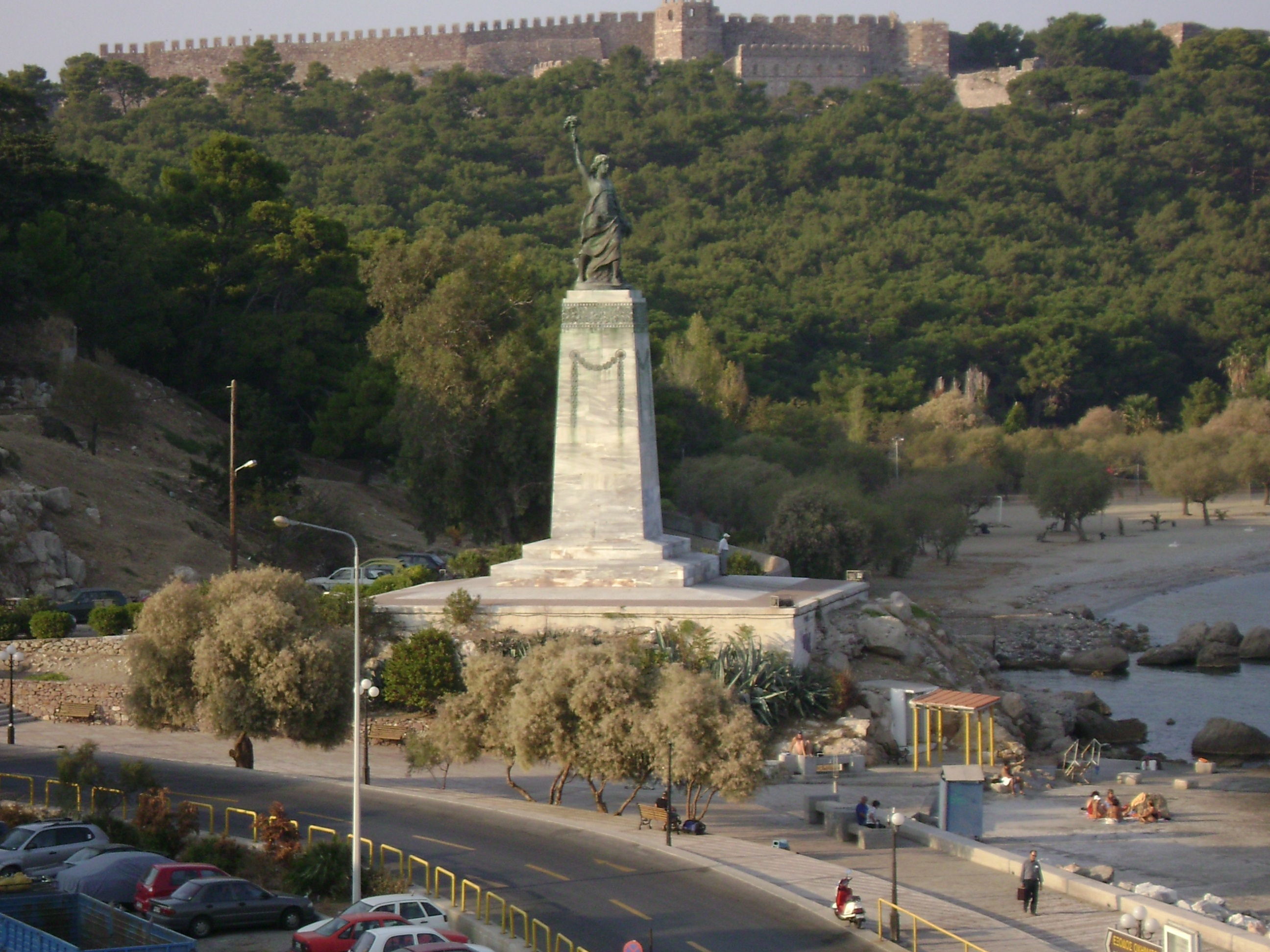
A Estátua da Liberdade de Mitilene

A Estátua da Liberdade (Grego: Άγαλμα Ελευθερίας) é uma estátua de bronze erguida no porto de Mitilene, na ilha de Lesbos (Grécia).
A estátua foi criada pelo escultor grego Gregorios Zevgolis, baseada num desenho do pintor local George Iakovides.  A estátua foi moldada na Alemanha em 1922, e foi erguida e dedicada em Mitilene em 1930.
A estátua e a sua base em mármore têm uma altura total de 15m.